# Elezioni del Consiglio nazionale degli studenti universitari
Di seguito l'elenco dei risultati delle elezioni del Consiglio nazionale degli studenti universitari.

## Risultati

### 2000
| Liste | Liste | Seggi   |
| ----- | --- | ------- |
|       | Coordinamento liste per il diritto allo studio                                                                 | 12 / 28 |
|       | Unione degli universitari-Associazioni e Liste indipendenti Comprende Liste di Sinistra-Studenti Demo- cratici | 8 / 28  |
|       | Studenti per le Libertà                                                                                        | 5 / 28  |
|       | Confederazione Comprende Ateneo Democratico-ICU                                                                | 2 / 28  |
|       | Alleanza Universitaria dell'Università di Messina                                                              | 1 / 28  |

### 2004
| Liste | Liste                                                                                               | Voti  | %     | Seggi   |
| ----- | --------------------------------------------------------------------------------------------------- | ----- | ----- | ------- |
|       | Unione degli universitari - Sinistra Giovanile S.G. Liste di sinistra studenti democratici          | 59840 | 34,0% | 12 / 28 |
|       | Coordinamento liste per il diritto allo studio                                                      | 43065 | 24,5% | 8 / 28  |
|       | Studenti per le Libertà                                                                             | 19650 | 11,2% | 4 / 28  |
|       | Azione universitaria                                                                                | 17085 | 9,7%  | 2 / 28  |
|       | Confederazione Comprende Area Nuova, Studenti Universitari, Alleanza Universitaria Popolare e altre | 12707 | 7,2%  | 1 / 28  |
|       | Unicentro                                                                                           | 7241  | 4,1%  | 1 / 28  |
|       | Sui-Generis                                                                                         | 4300  | 2,4%  | 0 / 28  |
|       | Movimento Giovani Padani                                                                            | 4241  | 2,4%  | 0 / 28  |
|       | Università libera e democratica                                                                     | 3999  | 2,3%  | 0 / 28  |
|       | Unione degli studenti laici riformisti e socialisti                                                 | 3287  | 1,9%  | 0 / 28  |
|       | Studenti Europei                                                                                    | 709   | 0,4%  | 0 / 28  |

### 2007
| Liste | Liste | Voti  | %     | +/-   | Seggi   | +/-     |
| ----- | --- | ----- | ----- | ----- | ------- | ------- |
|       | Unione degli universitari Comprende Liste di Sinistra e Liste Democratiche                                      | 47778 | 26,9% | 7,1%  | 8 / 28  | 4       |
|       | Coordinamento liste per il diritto allo studio                                                                  | 47606 | 26,8% | 2,3%  | 10 / 28 | 2       |
|       | Azione universitaria - Studenti per le Libertà Comprende il Circolo CPU-FGR-RLS                                 | 44263 | 24,9% | 4,0%  | 6 / 28  | Stabile |
|       | Unicentro - Vento per il CNSU                                                                                   | 16381 | 9,2%  | 5,1%  | 2 / 28  | 1       |
|       | Confederazione Comprende Progetto Universitas, Area Nuova, Cuore, Panta Rei, la Sveglia e Studenti Universitari | 13955 | 7,9%  | 0,7%  | 2 / 28  | 1       |
|       | Vento di Cambiamento - Federazione                                                                              | 3997  | 2,3%  | nuovo | 0 / 28  | nuovo   |
|       | A Sinistra in Movimento                                                                                         | 2287  | 1,3%  | nuovo | 0 / 28  | nuovo   |
|       | NEA - Nuova Era Accademica                                                                                      | 619   | 0,3%  | nuovo | 0 / 28  | nuovo   |
|       | Svolta a Sinistra                                                                                               | 581   | 0,3%  | nuovo | 0 / 28  | nuovo   |

### 2010
| Liste | Liste | Voti  | %     | +/-   | Seggi   | +/-   |
| ----- | --- | ----- | ----- | ----- | ------- | ----- |
|       | Unione degli universitari Comprende Liste di Sinistra e Liste Democratiche                                   | 57497 | 28,6% | 1,7%  | 10 / 28 | 2     |
|       | Azione universitaria - Studenti per le Libertà                                                               | 55017 | 27,4% | 2,5%  | 8 / 28  | 2     |
|       | Coordinamento liste per il diritto allo studio                                                               | 48422 | 24,1% | 2,7%  | 8 / 28  | 2     |
|       | Confederazione Comprende Intesa Autonomista Sudarea Nuova, Università per gli Studenti, Orientale 05 e altre | 14236 | 7,1%  | 0,8%  | 1 / 28  | 1     |
|       | Unicentro - Vento per il CNSU                                                                                | 9483  | 4,7%  | 4,5%  | 0 / 28  | 2     |
|       | Rete Universitaria Italiana                                                                                  | 7683  | 3,8%  | nuovo | 1 / 28  | nuovo |
|       | Sui-Generis                                                                                                  | 4740  | 2,4%  | nuovo | 0 / 28  | nuovo |
|       | Blocco Studentesco                                                                                           | 1279  | 1,9%  | nuovo | 0 / 28  | nuovo |

### 2013
| Liste | Liste | Voti  | %     | +/-   | Seggi   | +/-   |
| ----- | --- | ----- | ----- | ----- | ------- | ----- |
|       | Unione degli universitari - Rete Universitaria Nazionale Comprende Liste Indipendenti                                              | 48569 | 33,2% | 0,8%  | 10 / 28 | 1     |
|       | Azione universitaria - Studenti per le Libertà Comprende Studenti Fuorisede                                                        | 37246 | 25,5% | 1,9%  | 6 / 28  | 2     |
|       | Coordinamento liste per il diritto allo studio                                                                                     | 27151 | 18,6% | 5,5%  | 5 / 28  | 3     |
|       | Confederazione degli Studenti - Unilab Svoltastudenti                                                                              | 17198 | 11,8% | 4,7%  | 3 / 28  | 2     |
|       | LINK - Studenti indipendenti Comprende Sindacato Studenti, Lista di Sinistra, Alter.POLIS, Sinistra Per..., Collettivo 2k8 e altre | 14710 | 10,1% | nuovo | 4 / 28  | nuovo |
|       | Ultimo Banco | 1279  | 0,9%  | nuovo | 0 / 28  | nuovo |

### 2016
| Liste | Liste | Voti  | %     | +/-   | Seggi  | +/-   |
| ----- | --- | ----- | ----- | ----- | ------ | ----- |
|       | Unione degli universitari Comprende Rete Universitaria Nazionale e Liste Indipendenti                                         | 38068 | 23,8% | 9,4%  | 7 / 28 | 3     |
|       | Confederazione degli Studenti - Unilab Svoltastudenti                                                                         | 34035 | 21,3% | 9,5%  | 5 / 28 | 2     |
|       | LINK - Studenti indipendenti Comprende Alter.POLIS, Altro Ateneo, Sinistra Per..., Onda universitaria, Collettivo 2k8 e altre | 26077 | 16,3% | 6,2%  | 5 / 28 | 1     |
|       | Azione universitaria - Studenti per le Libertà - Movimento Universitario Padano Comprende Studenti Fuorisede, Libera-mente    | 25287 | 15,8% | 9,7%  | 4 / 28 | 2     |
|       | Coordinamento liste per il diritto allo studio                                                                                | 23130 | 14,5% | 4,1%  | 6 / 28 | 1     |
|       | Vento di Cambiamento - FENIX                                                                                                  | 5224  | 3,3%  | nuovo | 1 / 28 | nuovo |
|       | Università popolare | 8091  | 5,1%  | nuovo | 0 / 28 | nuovo |

### 2019
| Liste | Liste | Voti  | %     | +/-   | Seggi  | +/-     |
| ----- | --- | ----- | ----- | ----- | ------ | ------- |
|       | Unione degli universitari Comprende Liste di Sinistra, Liste Indipendenti, La Terna Sinistrorsa, Uni+, PDS e altre        | 38757 | 24,7% | 0,9%  | 9 / 28 | 2       |
|       | Confederazione degli Studenti - Unilab Svoltastudenti Comprende Unilab in Movimento, Svoltastudenti                       | 32465 | 20,7% | 0,6%  | 4 / 28 | 1       |
|       | Azione universitaria - Studenti per le Libertà - Lega universitaria Comprende Siamo Ateneo, Studenti Uniti                | 29108 | 18,6% | 2,8%  | 5 / 28 | 1       |
|       | LINK - Studenti indipendenti Comprende Sindacato Studenti, Alter.POLIS, Altro Ateneo, Sinistra Per..., Onda universitaria | 25139 | 16,1% | 0,2%  | 4 / 28 | 1       |
|       | Coordinamento liste per il diritto allo studio                                                                            | 16356 | 10,4% | 4,1%  | 4 / 28 | 2       |
|       | UniSì - Primavera degli Studenti Comprende Sinistra Universitaria, Rete Universitaria Nazionale                           | 4726  | 3,0%  | nuovo | 1 / 28 | nuovo   |
|       | Vento di Cambiamento - FENIX                                                                                              | 4265  | 2,7%  | 0,6%  | 1 / 28 | Stabile |
|       | Fronte della Gioventù Comunista                                                                                           | 3342  | 2,1%  | nuovo | 0 / 28 | nuovo   |
|       | Team - La Svolta | 2447  | 1,6%  | nuovo | 0 / 28 | nuovo   |

### 2022
| Liste | Liste | Voti  | %     | +/-   | Seggi  | +/-     |
| ----- | --- | ----- | ----- | ----- | ------ | ------- |
|       | Unione degli universitari Comprende Liste di Sinistra, Liste Indipendenti, La Terna Sinistrorsa e Uni+                                                    | 32698 | 24,2% | 0,5%  | 9 / 28 | Stabile |
|       | Confederazione degli Studenti - Unilab Svoltastudenti | 23749 | 18,7% | 2,0%  | 3 / 28 | 1       |
|       | LINK - Studenti indipendenti Comprende Sindacato degli Studenti, Alter.POLIS, PAS Pescara, Altro Ateneo, Sinistra Per e Onda universitaria                | 17083 | 12,6% | 3,5%  | 2 / 28 | 2       |
|       | Primavera degli Studenti Comprende Sinistra Universitaria, Rete Universitaria Nazionale, Team, La Svolta, Unisì, Insieme per gli Studenti, UMGLAB e altre | 16335 | 12,1% | 9,1%  | 3 / 28 | 2       |
|       | Azione universitaria Comprende Studenti Fuorisede | 15965 | 11,8% | 6,8%  | 4 / 28 | 1       |
|       | Obiettivo Studenti Comprende Student Office, Lista Aperta e Ateneo Studenti                                                                               | 13599 | 10,0% | 0,4%  | 4 / 28 | Stabile |
|       | Università in Movimento | 7424  | 5,8%  | nuovo | 3 / 28 | nuovo   |
|       | Per il Merito e il Sud | 6143  | 4,5%  | nuovo | 0 / 28 | nuovo   |
|       | Vento di Cambiamento FENIX - Atlante | 2351  | 1,7%  | 1,0%  | 0 / 28 | 1       |

### 2025
| Liste | Liste | Voti  | %      | +/-   | Seggi  | +/-     |
| ----- | --- | ----- | ------ | ----- | ------ | ------- |
|       | Unione degli universitari Comprende Liste di Sinistra, Liste Indipendenti                                                         | 39471 | 25%    | 0,8%  | 9 / 28 | Stabile |
|       | Azione universitaria Comprende Astra, Studenti per le Libertà, Siamo Futuro e Studenti fuorisede                                  | 29088 | 18,42% | 6,62% | 5 / 28 | 1       |
|       | Confederazione degli Studenti - Unilab Svoltastudenti                                                                             | 25871 | 16,39% | 2,3%  | 3 / 28 | Stabile |
|       | Primavera degli Studenti Comprende Sinistra Universitaria, Sinistra Studentesca Universitaria, SiM, La Svolta e Primavera del Sud | 16433 | 10,41% | 1,69% | 3 / 28 | Stabile |
|       | Obiettivo Studenti Comprende Student Office, Studenti in Movimento, Ateneo Studenti e Lista Aperta                                | 10558 | 6,69%  | 3,31% | 3 / 28 | 1       |
|       | Progetto Uniamoci | 8961  | 5,67%  | nuovo | 1 / 28 | nuovo   |
|       | LINK - Studenti indipendenti Comprende Sindacato dell3 Student3, Alter Polis, Lèp, Sinistra per, Altro Ateneo e Pas               | 8244  | 5,20%  | 7,4%  | 1 / 28 | 1       |
|       | UniFutura | 7101  | 4,50%  | 1,3%  | 2 / 28 | 1       |
|       | UniSX Comprende Unisì, La Terna Sinistrorsa, Parola agli Studenti, Run Torino, Primavera Pavia e Primavera UPO                    | 3204  | 2,03%  | nuovo | 1 / 28 | nuovo   |
|       | Vento di Cambiamento FENIX - Atlante                                                                                              | 2758  | 1,75%  | 0,05% | 0 / 28 | Stabile |
|       | Cambiare Rotta - Organizzazione Giovanile Comunista                                                                               | 2322  | 1,47%  | nuovo | 0 / 28 | nuovo   |
|       | Fronte della Gioventù Comunista                                                                                                   | 2269  | 1,44%  | nuovo | 0 / 28 | nuovo   |
|       | Orsa | 1618  | 1,03%  | nuovo | 0 / 28 | nuovo   |

### Specializzandi
| Anno | Candidato            | Voti  | Seggi |
| ---- | -------------------- | ----- | ----- |
| 2025 | Mattu Fabrizio       | 1 324 | 1     |
| 2025 | Agostini Simone      | 205   | 0     |
| 2022 | De Tomaso Silvia     | 1733  | 1     |
| 2022 | Donia Pierluigi      | 1507  | 0     |
| 2022 | Mancini Giancosimo   | 153   | 0     |
| 2019 | Crudele Lucilla      | 2176  | 1     |
| 2019 | Trozzi Lucrezia      | 795   | 0     |
| 2019 | Steinberg Irene      | 351   | 0     |
| 2016 | Azzolini Federica    | 1821  | 1     |
| 2016 | Paglione Lorenzo     | 212   | 0     |
| 2016 | Annunziata Salvatore | 73    | 0     |
| 2013 | Cerullo Giovanni     | 2716  | 1     |
| 2013 | Buonaiuto Luca       | 994   | 0     |
| 2010 | Manzi Carlo          | 1742  | 1     |
| 2010 | Di Silverio Pierino  | 1059  | 0     |
| 2010 | Militano Vincenzo    | 229   | 0     |
| 2007 | Di Lorenzo Giovanni  | 1156  | 1     |
| 2007 | Narese Filippo       | 1144  | 0     |
| 2007 | De Matthaeis Anna    | 437   | 0     |
| 2007 | Leonetti Giovanni    | 411   | 0     |
| 2004 | Cimino Sebastiano    | 779   | 1     |
| 2004 | Marrapodi Giovanni   | 525   | 0     |
| 2004 | Bonzini Matteo       | 317   | 0     |
| 2004 | Preteroti Antonio    | 316   | 0     |
| 2004 | Mongelli Alexis      | 285   | 0     |
| 2004 | Manfredi Antonio     | 284   | 0     |
| 2004 | Iorio Luca           | 159   | 0     |
| 2000 | Angelo Bianco        | n.d.  | 1     |

### Dottorandi
| Anno | Candidato                                                                          | Voti | Seggi |
| ---- | ---------------------------------------------------------------------------------- | ---- | ----- |
| 2025 | Migliazza Claudia (ADI - Associazione dottorandi e dottori di ricerca in Italia)   | 2558 | 1     |
| 2025 | Montagnese Francesco                                                               | 745  | 0     |
| 2022 | Clementi Davide (ADI - Associazione dottorandi e dottori di ricerca in Italia)     | 1706 | 1     |
| 2019 | Naglieri Giuseppe (ADI - Associazione dottorandi e dottori di ricerca in Italia)   | 1794 | 1     |
| 2019 | Crimi Salvatore detto "Tore"                                                       | 934  | 0     |
| 2016 | Piolatto Matteo (ADI - Associazione dottorandi e dottori di ricerca in Italia)     | 1387 | 1     |
| 2016 | Mulazzani Giovanni                                                                 | 416  | 0     |
| 2013 | Montalbano Giuseppe (ADI - Associazione dottorandi e dottori di ricerca in Italia) | 880  | 1     |
| 2013 | Manfrini Leonardo                                                                  | 491  | 0     |
| 2013 | Monaco Dario                                                                       | 328  | 0     |
| 2010 | Maisto Valentina (ADI - Associazione dottorandi e dottori di ricerca in Italia)    | 963  | 1     |
| 2010 | Monteduro Giuseppe                                                                 | 534  | 0     |
| 2007 | Mauriello Francesco (ADI - Associazione dottorandi e dottori di ricerca in Italia) | 1065 | 1     |
| 2007 | Gugnoni Gabriele                                                                   | 519  | 0     |
| 2007 | Marrapodi Giovanni                                                                 | 334  | 0     |
| 2007 | Visone Rosario                                                                     | 332  | 0     |
| 2007 | Recupero Angela Monica                                                             | 306  | 0     |
| 2004 | Lamberti Patrizia (ADI - Associazione dottorandi e dottori di ricerca in Italia)   | 513  | 1     |
| 2004 | Miragliotta Vincenzo                                                               | 478  | 0     |
| 2004 | Messina Giovanni                                                                   | 346  | 0     |
| 2004 | Beneduce Luciano                                                                   | 287  | 0     |
| 2004 | Falvo Laura                                                                        | 287  | 0     |
| 2004 | Ventimiglia Giovanni Alduino                                                       | 201  | 0     |
| 2000 | Rizzo Rocco (ADI - Associazione dottorandi e dottori di ricerca in Italia)         | n.d. | 1     |